# Kalanchoe beharensis

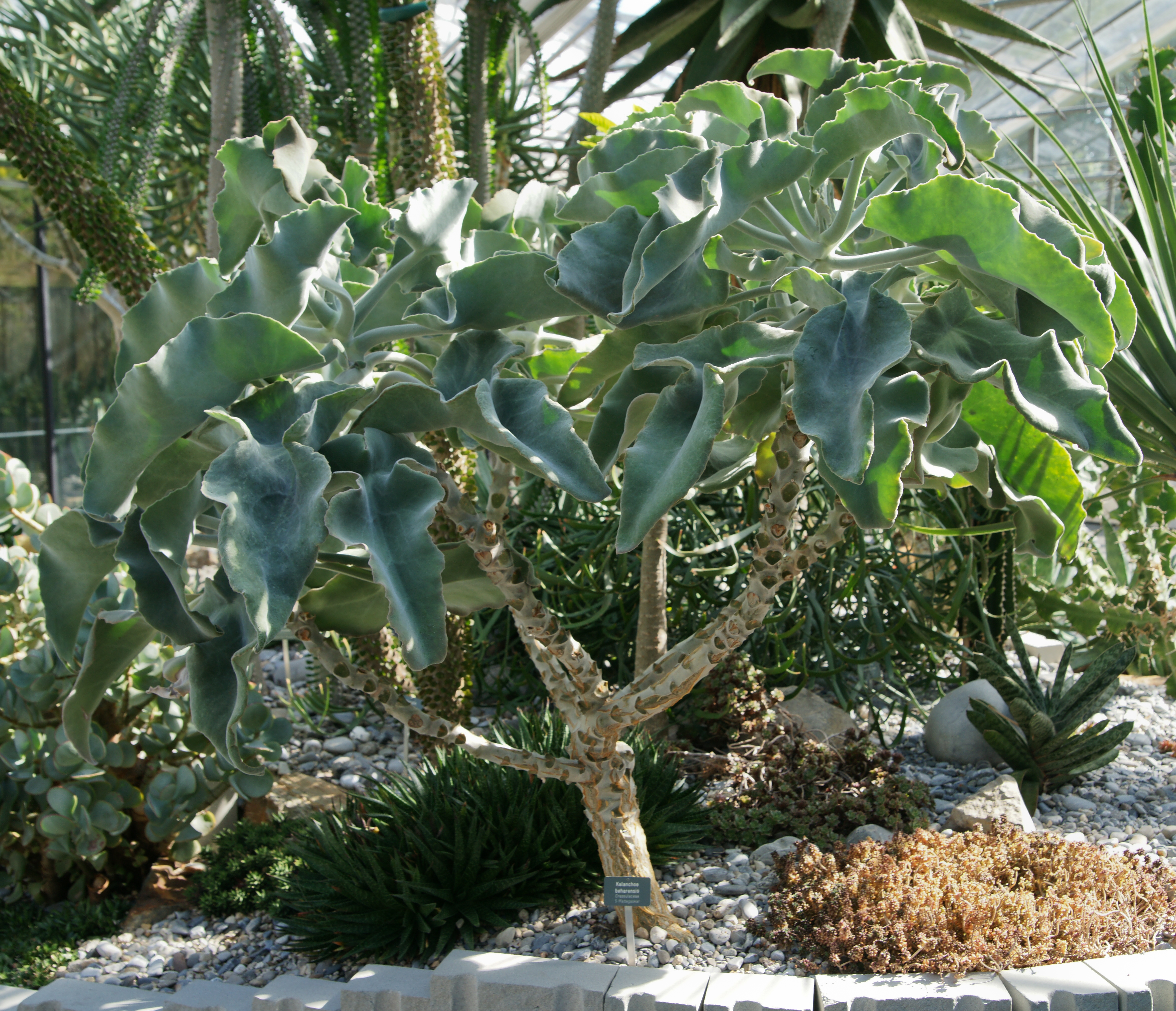
Kalanchoe beharensis

Kalanchoe beharensis és una espècie de planta suculenta del gènere Kalanchoe, que pertany a la família Crassulaceae.

## Descripció
És un arbust suculent molt gran amb una forma grotesca única. Les seves fulles són suaus com el vellut i estan cobertes d'una pruïna protectora. En les condicions adequades pot assolir les proporcions d'un petit arbre, que arriba als 3 m d'alçada. A diferència de la majoria de les espècies de la secció Bryophyllum, produeix pocs propàguls. És molt variable.
La tija és generalment senzilla per sota i ramificada per sobre, esvelta, suculenta, dura i llenyosa, amb osques, pubescent amb pèls castanys, de 2 a 12 cm de diàmetre i amb peculiars cicatrius on el pecíol de les fulles hi estava fixat.
Les fulles estan generalment amuntegades a les puntes de les branques, oposades, peciolades, carnoses, triangulars, auriculars, gairebé hastades o peltades i irregularment lobulades i arrugades a les vores, de 8 a 40 cm de llarg i de 7 a 35 cm d'amplada. Fulles de color verd oliva a verd fosc, superfície variable des de glabres i pruïnoses, fins completament cobertes de densos pèls glandulars com de feltre, amb fulles madures que tenen un color rovellat a l'anvers i platejat al revers.
Les inflorescències són terminals, a les axil·les de les fulles, d'uns 50 a 60 cm d'alçada, formant una flor ramificada i nombrosa, panícula de 20 a 30 cm d'alçada.
Les flors són petites, nombroses, de color vermell ataronjat o groguenc. No són particularment vistoses amb pedicels curts. El calze té una llargada de 7 mm amb lòbuls oblongs i acuminats. El tub de la corol·la té forma d'urna i té 7 mm de llarg. Floreix a la primavera fins l'estiu.

## Distribució
Planta endèmica de Madagascar sud i sud-oest. Creix en boscos xerofítics en diversos sòls.

## Taxonomia
Kalanchoe beharensis va ser descrita per Emmanuel Drake del Castillo i publicada al Bulletin du Muséum d'Histoire Naturelle 9: 41. 1903.

### Etimologia
Kalanchoe: nom genèric que deriva de la paraula cantonesa "Kalan Chauhuy", 伽藍菜 que significa 'allò que cau i creix'.
beharensis: epítet llatinitzat que fa referència a la ciutat i comuna de Behara, al sud de Madagascar.

### Sinonímia
- Kalanchoe beharensis var. aureo-aeneus H.Jacobsen
- Kalanchoe beharensis var. subnuda H.Jacobsen
  - Kalanchoe beharensis var. nuda hort.
  - Kalanchoe beharensis cv. Slick
- Kalanchoe van-tieghemii Raym.-Hamet

Cultivars:
- Kalanchoe beharensis cv. Fang
  - Kalanchoe cv. Fang
- Kalanchoe beharensis cv. Roseleaf
  - Kalanchoe cv. Rose leaf